# Campeonato Asiático de Hóquei em Patins de 2004
O Campeonato Asiático de Hóquei em Patins é uma competição de Hóquei em Patins com a participação das selecções do continente Asiático, que acontece de dois em dois anos. 
Esta competição é organizada pela CARS, Federação Asiática de Patinagem.

## Países Participantes
Japão
 Macau
 Austrália
 China
 Taiwan
 Índia

## Fase Final
O Campeonato disputa-se a uma só volta todos contra todos.
| Time      | J | V | E | D | GP | GC | SG  | Pts |
| --------- | - | - | - | - | -- | -- | --- | --- |
| Macau     | 5 | 5 | 0 | 0 | 73 | 9  | +64 | 15  |
| Japão     | 5 | 3 | 1 | 1 | 23 | 16 | +7  | 10  |
| Austrália | 5 | 3 | 0 | 2 | 34 | 22 | +12 | 9   |
| Taiwan    | 5 | 1 | 1 | 3 | 23 | 36 | −13 | 4   |
| China     | 5 | 1 | 0 | 4 | 26 | 46 | −20 | 3   |
| Índia     | 5 | 1 | 0 | 4 | 20 | 70 | −50 | 3   |

|           | MAC | JPN | AUS  | TWN  | CHN  | IND   |
| --------- | --- | --- | ---- | ---- | ---- | ----- |
| Macau     | –   | 7–3 | 10–3 | 15–2 | 14–0 | 27–1  |
| Japão     |     | –   | 4–3  | 4–4  | 5–2  | 7–0   |
| Austrália |     |     | –    | 6–3  | 7–3  | 15–2  |
| Taiwan    |     |     |      | –    | 9–5  | 5–6   |
| China     |     |     |      |      | –    | 16–11 |
| Índia     |     |     |      |      |      | –     |

## Classificação final
| Lugar | País      |
| ----- | --------- |
|       | Macau     |
|       | Japão     |
|       | Austrália |